# Timo Tolkki
Timo Tapio Tolkki (Nurmijärvi, 3 marzo 1966) è un cantante, chitarrista e produttore discografico finlandese.
Tolkki iniziò a suonare la chitarra all'età di 7 anni e si esercitò intensamente anche per otto ore al giorno. Quando aveva appena 12 anni suo padre si suicidò saltando dal quarto piano del suo appartamento.

## Carriera

### Con gli Stratovarius
Timo Tolkki inizia la carriera di musicista con gli Antidote, i Thunder e i Road Block. Timo Tolkki entra negli Stratovarius nel 1985, dove grazie alla sua abile creatività diventò ben presto il leader e il maggiore autore di musica e testi. All'inizio della sua carriera con gli Stratovarius, oltre ad essere il chitarrista, ne era anche il cantante. Pubblica il primo album Fright Night (1989) e poi Twilight Time (1992), ma dopo il terzo disco Dreamspace (1994), decise di cercare un cantante assumendo Timo Kotipelto. In questo modo Tolkki ebbe la possibilità di sfruttare tutte le sue doti tecniche alla chitarra che sono ben evidenti in dischi come Fourth Dimension, Episode, Visions, Destiny, Infinite, Elements. Durante la sua militanza negli Stratovarius trova anche il tempo di pubblicare tre dischi solisti:Classical Variations and Themes (1994), Hymn to Life (2002), Saana - Warrior of Light (2008).
All'apice del successo Timo Tolkki cadde preda dell'alcolismo, venne assalito ed accoltellato mentre si trovava in Spagna nel 2004. In seguito si scoprì che fu una notizia falsa, ma comunque rimase a lungo ricoverato in seguito ad una grossa depressione con forti pulsioni suicide dovute al suo disturbo bipolare. Da qui nacque in lui una crisi profonda. Siti internet e i suoi compagni di band cominciarono a parlare di un Timo Tolkki completamente impazzito e delirante. Ripresosi da questa crisi viene pubblicato il disco Stratovarius (2005), definito il peggior disco della band frutto di una crisi che ormai affliggeva gli Stratovarius da qualche anno. Il 2 aprile 2008 sciolse ufficialmente gli Stratovarius, che però nello stesso anno si riunirono ma senza Timo Tolkki. Alla base della scioglimento ci sarebbero stati problemi legati a questioni economiche, infatti sia Tolkki che i suoi ex compagni si accusavano reciprocamente di avidità. Alla sua partenza ha deciso di rinunciare ai diritti legali sul nome Stratovarius affermando di aver agito come forma di protesta nei confronti dei suoi ex compagni.

### Dopo gli Stratovarius
Nel 2008, dopo gli Stratovarius, Tolkki annuncia la nascita del progetto Revolution Renaissance incidendo 3 album: New Era (2008), Age of Aquarius (2009) e Trinity (2010). Questi dischi ebbero poco successo, nonostante alla realizzazione degli album parteciparono cantanti e musicisti di rilievo della scena power metal internazionale, quali Michael Kiske (Helloween) e Tobias Sammet (Edguy, Avantasia). Nel luglio 2010 Tolkki scioglie la band con un comunicato che diceva: "A causa dei miei problemi privati, della mancanza di interesse per Revolution Renaissance dimostrata dai promotori e della situazione attuale nel settore della musica che colpisce tutto, compresi i budget di produzione, è diventato impossibile continuare la band".
Nel novembre 2010 fonda i Symfonia, una super band power metal di cui fanno parte Andre Matos, Uli Kusch, Jari Kainulainen e Mikko Härkin. Con questa formazione pubblica nell'aprile 2011 l'album In Paradisum, ma nel dicembre dello stesso anno Tolkki ha annunciato la sospensione della band e successivamente il suo ritiro dal mondo della musica.
Contrariamente a quanto dichiarato il 12 aprile del 2012 ha reso disponibile in download gratuito una nuova traccia strumentale intitolata Dinner with Paganini. Successivamente nel febbraio 2013 ha annunciato il suo nuovo progetto per la realizzazione di una "Metal Opera" chiamata Timo Tolkki's Avalon. Con questo progetto, il 17 maggio 2013 pubblica l'album The Land of New Hope con la partecipazione di artisti quali Michael Kiske (Helloween), Sharon den Adel (Within Temptation), Russell Allen (Symphony X), Rob Rock (Impellitteri), Tony Kakko (Sonata Arctica), Jens Johansson (Stratovarius), Derek Sherinian (ex-Dream Theater), Alex Holzwarth (Rhapsody of Fire). Dopo questo album è uscito nel 2014 il seguito Angels of the Apocalypse, tra i partecipanti al progetto ci sono Fabio Lione (Rhapsody of Fire, Vision Divine, Angra), Simone Simons degli Epica, Floor Jansen dei Nightwish e i due suoi vecchi compagni negli Stratovarius Antti Ikonen (tastiere) e Tuomo Lassila (batteria). Sempre nel 2014, in veste di bassista, pubblica coi Ring of Fire l'album Battle of Leningrad, mentre col norvegese Jørn Lande pubblica The Great Divide dove suona chitarra, basso e tastiere.
Nel 2015, insieme a Caterina Nix, pubblica un nuovo disco-progetto chiamato Chaos Magic, album che viene letteralmente stroncato dalla critica. Durante le esibizioni di questo periodo Timo Tolkki è apparso visibilmente ingrassato e fuori forma.
Il 22 marzo 2019 gli Stratovarius hanno pubblicato sui loro social una foto dal backstage del loro ultimo concerto a Helsinki insieme agli ex membri Timo Tolkki e Jörg Michael. Il riavvicinamento di Tolkki con i vecchi compagni fa sperare i fan in un vero riappacificamento, soprattutto considerati i trascorsi che portarono Timo Tolkki fuori dagli Stratovarius. In seguito Tolkki pubblicherà una lettera di scuse nei confronti di Timo Kotipelto (cantante degli Stratovarius): "Faccio pubblicamente le mie scuse a Timo Kotipelto. Ho riflettuto a lungo sui motivi per cui farlo. Ho passato molte notti insonni pensando a queste scuse e al farle pubblicamente. E’ che il mio cuore e la mia coscienza che mi dicono di seguire ciò che credo sia la cosa giusta da fare".
Ad aprile 2019 viene reso noto che Tolkki pubblicherà il terzo album della sua metal opera Avalon intitolato Return to Eden, mentre ad agosto viene annunciata la nuova band "Infinite Vision" in cui l’album di debutto Union Magnetica è previsto per il novembre 2021. Il 7 gennaio 2021 però viene annunciato che la band si è sciolta a causa di problemi economici legati alla pubblicazione del disco, in "compenso" viene pubblicato a giugno il quarto ed ultimo album The Enigma Birth col progetto Timo Tolkki's Avalon, dopo di che a causa di conflitti con la casa discografica Tolkki scioglie il progetto.
Nel 2022 recluta il cantante Italiano Alessandro Conti, il suo ex compagno negli stratovarius Jari Kainulainen al basso, il batterista Alex Landenburg e il tastierista Mikko Härkin ex Sonata Arctica. Con questa formazione intraprende una serie di tour in cui ripropone le canzoni degli Stratovarius. 
Il 13 febbraio 2023 pubblica Renaissance Acoustica, una versione acustica di diversi brani ai tempi degli Stratovarius. In questo disco appaiono ospiti illustri come Michael Kiske, Alessandro Conti, Fabio Lione e i suoi ex compagni dei "primi" Stratovarius, Antti Ikonen (tastiere) e Tuomo Lassila (batteria).
L'8 marzo 2023 viene emesso un comunicato (con forti toni polemici) in cui il tour in sud America è stato bruscamente interrotto a causa di contrasti personali col cantante Alessandro Conti. A giugno 2023 Timo Tolkki e i suoi ex compagni degli Stratovarius (Tuomo Lassila e Antti Ikonen), hanno comunicato in un video annuncio di essersi riuniti in una nuova formazione denominata "Timo Tolkki's Strato". Si tratta di buona parte della formazione che ha registrato i primi quattro dischi della band (Fright Night,Twilight Time,Dreamspace e Fourth Dimension) con Timo Tolkki alla voce solista. Il 29 giugno viene comunicato l'ingresso in formazione del bassista John Viervha, membro fondatore degli Stratovarius.Sempre nel 2023, è ospite sul brano strumentale Message from Neptune del bassista Davide Laugelli.
Problemi di salute (2025)
A marzo 2025 Timo Tolkki pubblica un comunicato in cui dice di essere afflitto da seri problemi fisici e mentali:"Lo scorso dicembre sono stato curato per una psicosi e sono tornato a casa per Natale.Ho il diabete di tipo 2 e riesco a malapena a camminare.Ho tentato di prendere un volo per il Messico ma sono caduto mentre andavo al gate.Mi spiace ma non sono in grado di tenere i tour".

## Stile e tecnica
Timo Tolkki è un chitarrista molto veloce e tecnico. Passa da riff potenti ad elaborati e veloci assoli, ad intermezzi dal sapore neoclassico. Il suo stile è ispirato a Ritchie Blackmore e allo svedese Yngwie Malmsteen. Spesso, nei brani degli Stratovarius, i suoi assoli sono intrecciati con quelli del tastierista Jens Johansson. In un articolo del 2011 la rivista Guitar World ha inserito Tolkki nella top 50 dei chitarristi più veloci del mondo.

## Produzioni e collaborazioni
Timo Tolkki è famoso anche come produttore. Oltre alla maggior parte dei dischi degli Stratovarius ha prodotto tre dischi dei Revolution Renaissance, uno dei Symfonia e due dischi degli italiani Vision Divine.
Durante la produzione di 9 Degrees West of the Moon, avvenuta in Italia nel 2009, ha realizzato anche due concerti insieme al chitarrista Pier Gonella e Fabio Lione.
È apparso in molte band in veste di ospite come chitarrista o come cantante: tra le più importanti apparizioni figurano quella con gli Avantasia e con gli Edguy.

## Discografia
Solista 
- 1994 - Classical Variations and Themes
- 2002 - Hymn to Life
- 2008 - Saana - Warrior of Light pt. 1
- 2023 - Renaissance Acoustica

 Stratovarius 

- 1989 - Fright Night
- 1992 - Twilight Time
- 1994 - Dreamspace
- 1995 - Fourth Dimension
- 1996 - Episode
- 1997 - Visions
- 1998 - Destiny
- 2000 - Infinite
- 2003 - Elements Pt. 1
- 2003 - Elements Pt. 2
- 2005 - Stratovarius

 Avantasia 
- 2001 - The Metal Opera - Part I
- 2002 - The Metal Opera - Part II

 Revolution Renaissance 
- 2008 - New Era
- 2009 - Age of Aquarius
- 2010 - Trinity

 Symfonia 
- 2011 - In Paradisum

 Allen\Lande 
- 2014 - The Great Divide

 Chaos Magic 
- 2015 - Chaos Magic

 Timo Tolkki's Avalon 
- 2013 - The Land of New Hope
- 2014 - Angels of the Apocalypse
- 2019 - Return to Eden
- 2021 - The Enigma Birth